# Робни магазин
Робни магазин представља прву модерну београдску робну кућу, а у стилистичком смислу је један од значајнијих примера српске сецесије. Проглашена је за споменик културе решењем Завода за заштиту споменика културе града Београда 1966 године.

## Историјат
Налази се  у некадашњој главној трговачкој улици Београда, Улици краља Петра. Робни магазин је саграђен  1907. године према пројекту инжењера Виктора Азриела. Прављен је за Бенциона Булија, познатог банкара и народног посланика. Била је међу првим модерним робним кућама у Београду.
Виктор Давид Азриел је рођен у Београду 1880. године, у богатој јеврејској трговачкој породици. Његов отац Хајим је био активан члан, а једно време и председник београдске Јеврејске општине сефардског обреда. Након основне школе и гимназије у Београду, Виктор Азриел одлази у Беч на Техничку високу школу. Први познати посао по повратку у родни град била је поправка породичне куће. Рано је престао да се бави инжењерском праксом и потпуно се посветио изучавању ционизма, путовањима и писању. Умро је 1938. у Београду.

## Карактеристике
Специфична намена зграде омогућила је пројектанту слободнији третман ентеријера и употребу савремене конструкције. Ова сразмерно мала грађевина основе 8 метара х 20 метара, има подрум и четири спрата. Приземље, међуспрат и спрат представљају јединствен продајни простор. Робни магазин је био прва трговачка зграда у Београду у којој је више спратова међусобно спојено и отворено, јер је прегледност један од основних услова који је неопходно испунити у пројектовању магацина. Овако отворен простор постигнут је употребом стубова и галерија, као и гвозденим мостом који је повучен кроз централни део у висини првог спрата, а осветљен је преко фасаде и правоугаоних лантерни на равном крову. Највиши спрат је сасвим издвојен гвозденом таваницом и предвиђен за складиште, а у задњем делу, иза продајног простора, смештене су канцеларије.
За конструкцију је употребљен армирани бетон као и код зграде београдске задруге архитеката Николе Несторовића и Андре Стевановића. Сви конструктивни елементи гвоздени носачи као и декоративни стубови су допремљени из Аустрије.
Њена једноставна ортогонална подела произашла је из употребљеног материјала. Урађена као стаклена „зид завеса“ придржана гвозденом решетком, фасада
је смештена између двају мермерних пилона с карактеристичним завршецима – фијалама. Бели пилони, на црним полираним гранитним базама, декорисани су
рељефно, натуралистичким женским маскама расплетене косе, од којих се спуштају стилизоване геометријске траке. Умерену сецесијску декорацију има и лучни фасадни завршетак, као и гвоздена балконска ограда, која својом позицијом пресеца зграду по средини, а употребљени стилизовани флорални орнаменти усклађени су с природом материјала.  У централном делу приземља, симетрично постављен и у основи трапезасто увучен, смештен је портал са рукохватима у виду лабудова.
Упоређивање зграде са пројектом показује доста одступања када је фасада у питању. Није познато да ли је већ током градње дошло до одступања или су се поједини елементи фасаде изгубили током каснијих адаптација. По Азриеловом пројекту, изнад улазних врата налазили су се гвоздени украси којих данас нема. Нема ни декорације од кованог гвожђа која би требало да покрива лучни носач који завршава грађевину и део фасаде који заклања међуспратну конструкцију изнад приземља.
По генералној форми и стилу зграда је блиска француском и белгијском ар нуво-у, Азриел чак и потписује зграду (на десном пиластру Робног магазина је уклесано његово име) као Ектор Гимар који је могућа инспирација.